# Aflenz Kurort
Aflenz Kurort war bis Ende 2014 eine Marktgemeinde mit zuletzt 1040 Einwohnern (Stand 31. Jänner 2019) im Gerichtsbezirk Bruck an der Mur und im politischen Bezirk Bruck-Mürzzuschlag in der Steiermark. Im Rahmen der Gemeindestrukturreform in der Steiermark wurde sie ab 1. Jänner 2015 mit der Gemeinde Aflenz Land zur Marktgemeinde Aflenz zusammengeschlossen.

## Geografie
Die ehemalige Gemeinde Aflenz Kurort mit 16,1 Quadratkilometer lag im Seetal in der Steiermark und war die Nachbargemeinde von Aflenz Land. Aflenz Kurort hatte keine weiteren Katastralgemeinden.

## Geschichte
Avelniz wurde 1025 in einer Bamberger Urkunde erstmals erwähnt: König Konrad II. schenkte das Aflenzer und Mariazellerland an Beatrix, die Frau des Adalbero von Eppenstein. Im Zuge der Gründung von Stift St. Lambrecht gelangte das Gebiet 1103 an dieses Eppensteiner Hauskloster. Bis zur Aufhebung der Grunduntertänigkeit 1848 waren die Äbte von St. Lambrecht Grundherren, die vom Aflenzer Propsteigebäude aus das Aflenzertal verwalteten.
Das Gebiet der heutigen Gemeinde war Teil des 1180 von Bayern abgetrennten Herzogtums Steiermark.
Seit 1192 waren die Steiermark und Österreich in Personalunion vereint.
Das Marktrecht erhielt Aflenz 1458 von Kaiser Friedrich III. verliehen.
Seit 1564 zählte die Steiermark zu Innerösterreich, seit 1804 zum Kaisertum Österreich. Aflenz Kurort wurde 1918 Teil der gegründeten Republik Österreich. Nach dem Anschluss Österreichs an das Deutsche Reich gehörte Aflenz zum Reichsgau Steiermark. Von 1945 bis 1955 war der Ort Teil der britischen Besatzungszone.

## Kultur und Sehenswürdigkeiten

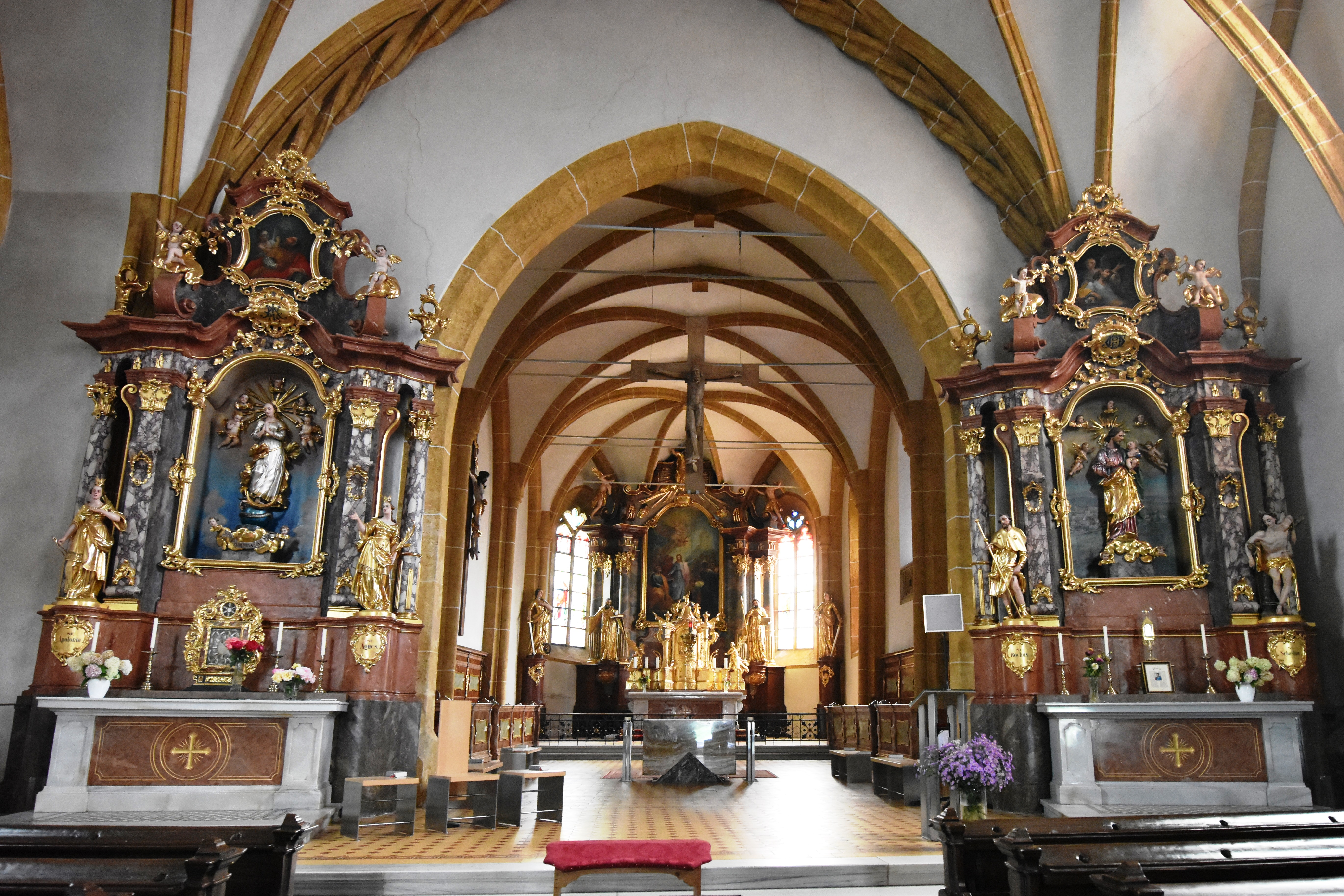
Innenansicht der Pfarrkirche

Siehe auch: Liste der denkmalgeschützten Objekte in Aflenz
- Propstei
- Pfarrkirche Aflenz
- Karner: zweigeschoßige Kapelle, die auf romanische Grundform verweist; interessantes Kuppeldach aus dem 18. Jh.; der Karner befindet sich im Kirchhof
- Kurpark

## Wirtschaft und Infrastruktur

### Tourismus

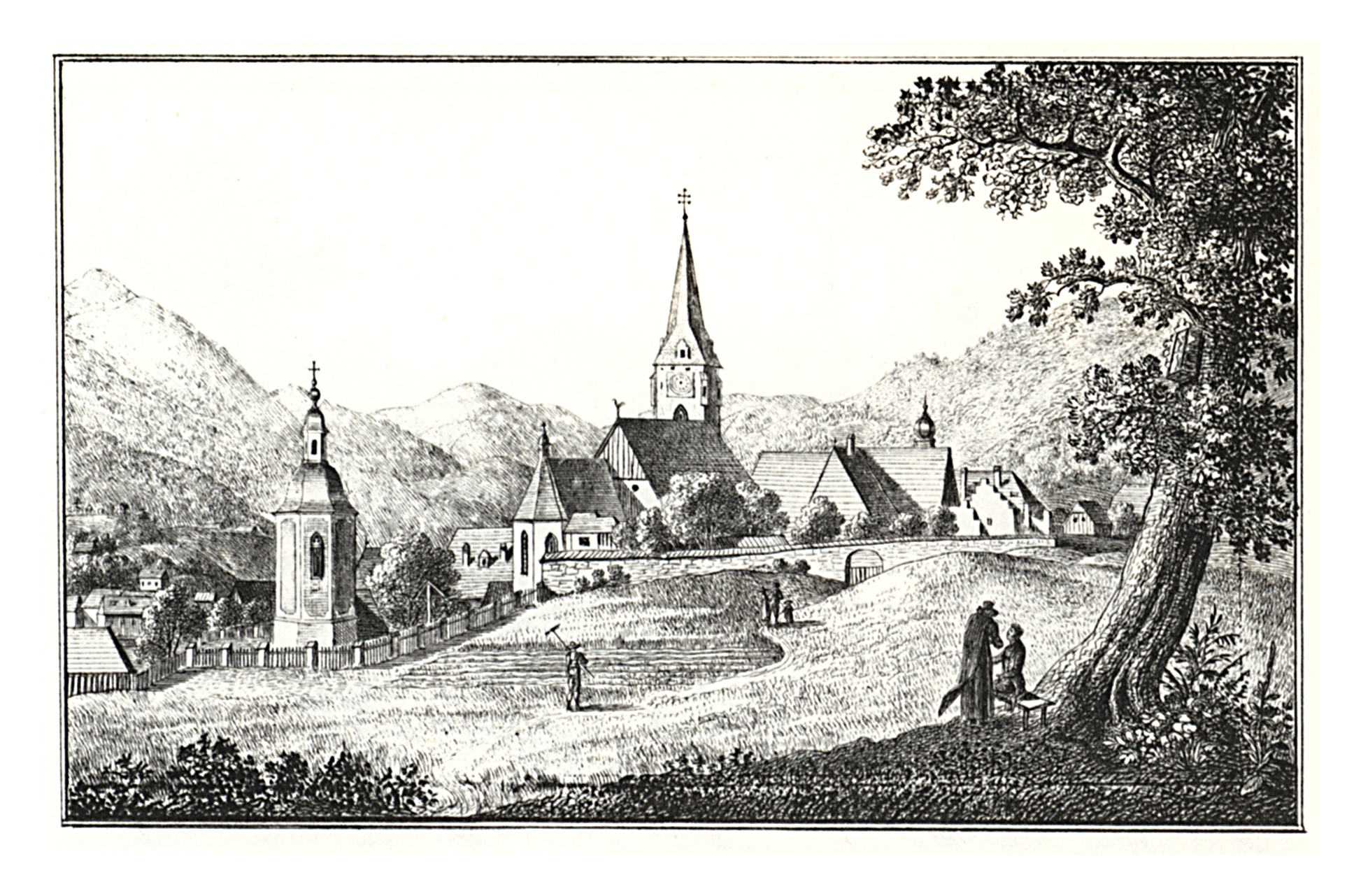
Aflenz mit Pfarrkirche und Karner um 1830, Lith. Anstalt J.F. Kaiser, Graz

Der Kurort Aflenz liegt an der Südflanke des Hochschwabmassivs und ist durch die geschützte Lage klimatisch begünstigt. Bereits im Jahre 1920 wurde Aflenz zum Luftkurort ernannt, im Jahre 1979 erhielt es das Prädikat „heilklimatischer Höhenluftkurort“. Die Bürgeralm ist Ausgangspunkt für Wanderungen im Sommer und Wintersport.
Aflenz bietet heute ein Sport-, Freizeit-, Kur- und Erholungsangebot. Schon im späten 19. Jahrhundert begann der Sommerfrischetourismus. Neben dem Sommerfremdenverkehr entwickelte sich auch der Wintertourismus. 1954 wurde der erste Skilift auf die Bürgeralm gebaut.
Gesundheitseinrichtungen:
- Sonderkrankenanstalt Rehabilitationszentrum Aflenz[1]
- Gesundheits- und Kneippzentrum

### Wirtschaft
Die A1 Telekom Austria betreibt die einzige Erdfunkstelle Österreichs in Aflenz.

## Politik
Bürgermeister war zuletzt Hanns Finding.

### Ehemaliges Gemeindewappen
Blasonierung:
Gespalten; rechts in Blau ein silberner Bischofsstab mit Velum, links in Silber ein blauer Schlüssel.

### Regionalpolitik
Aflenz Kurort war Mitglied in der 2. Dezember 2009 Regionext-Kleinregion Hochschwab Süd, und in der LEADER-Region Mariazellerland–Mürztal.
Bezüglich der Gemeindestrukturreform der Steiermark 2010–2015 ist eine Fusion mit Aflenz Land beschlossen worden. Diskutiert wurde auch die zusätzliche Teilnahme von Turnau (3er-Lösung) und sogar eine weitergehende Fusion mit St. Ilgen/Etmißl/Thörl (6er-Lösung), die aber nicht zustande gekommen sind.

## Persönlichkeiten

### Ehrenbürger der Gemeinde
- Franz Kniewallner († 2008), Alt-Pfarrer von Aflenz[8]
- Paul Kassecker (1903–1992), akademischer Bildhauer und Maler („Hochschwabmaler“)